# Conde de Ervideira
Conde de Ervideira é um título nobiliárquico criado por D. Carlos I de Portugal, por Decreto de 23 e Carta de 31 de Dezembro de 1903, em favor de José Perdigão de Carvalho, antes 1.º Visconde de Ervideira.
Titulares
1. José Perdigão de Carvalho, 1.º Visconde de Ervideira e 1.º Conde de Ervideira.

Após a Implantação da República Portuguesa, e com o fim do sistema nobiliárquico, usaram o título: 
1. José Perdigão de Sousa Carvalho, 2.º Conde de Ervideira;
2. José de Mira de Sousa Carvalho, 3.º Conde de Ervideira.